# Iijoki
Iijoki – rzeka w Finlandii, w regionie Ostrobotnia Północna, o długości 370 km. Swoje źródła bierze w jeziorze Iijärvi w gminie Kuusamo. Uchodzi do Zatoki Botnickiej w Ii. Ponadto rzeka przepływa m.in. przez gminy: Yli-Ii, Pudasjärvi i Taivalkoski.
Głównymi dopływami Iijoki są Siuruanjoki, Korpijoki, Livojoki i Kostonjoki.
Na rzece wybudowanych jest kilka elektrowni wodnych, z których największe to Maalismaa, Kierikki, Pahkakoski, Haapakoski i Raasakka. Ich budowa pociągnęła za sobą konieczność sztucznego zarybiania rzeki, m.in. łososiem, trocią i sieją.